# Christy Turlington
Christy Nicole Turlington (Walnut Creek, California; 2 de enero de 1969) es una supermodelo, activista y creadora estadounidense de ascendencia salvadoreña. Fue protagonista de campañas de fragancias de Calvin Klein en 1989 y 2014. También ha trabajado en varias campañas de cosméticos Maybelline y Giorgio Armani, ha aparecido en varias películas sobre la industria de la moda y fue cofundadora del extinto Fashion Café. En 2014, fue incluida en la lista anual Time 100 de las personas más influyentes del mundo.

## Biografía

Christie Turlington en el año 2000.

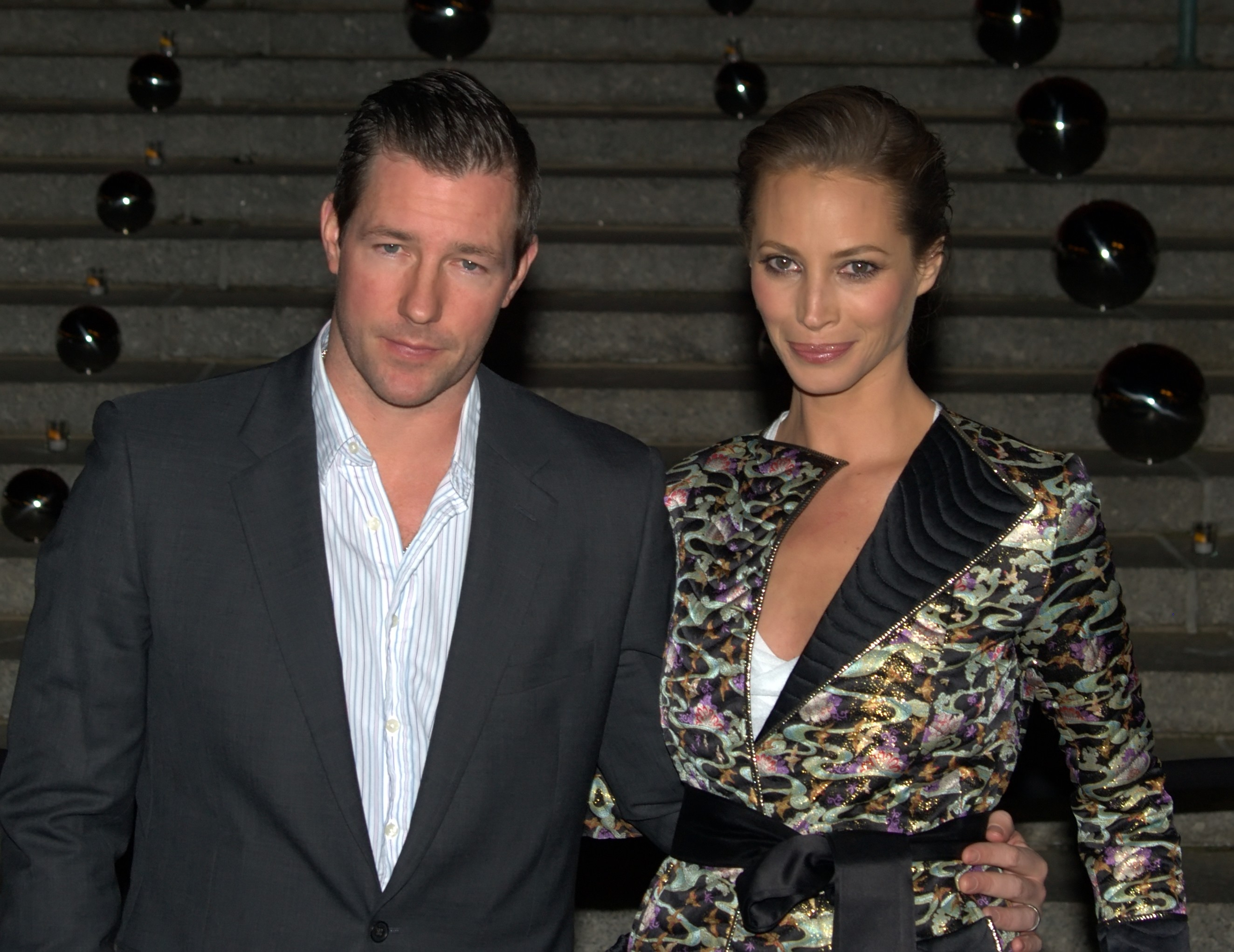
Christie Turlington con Ed Burns 2010.

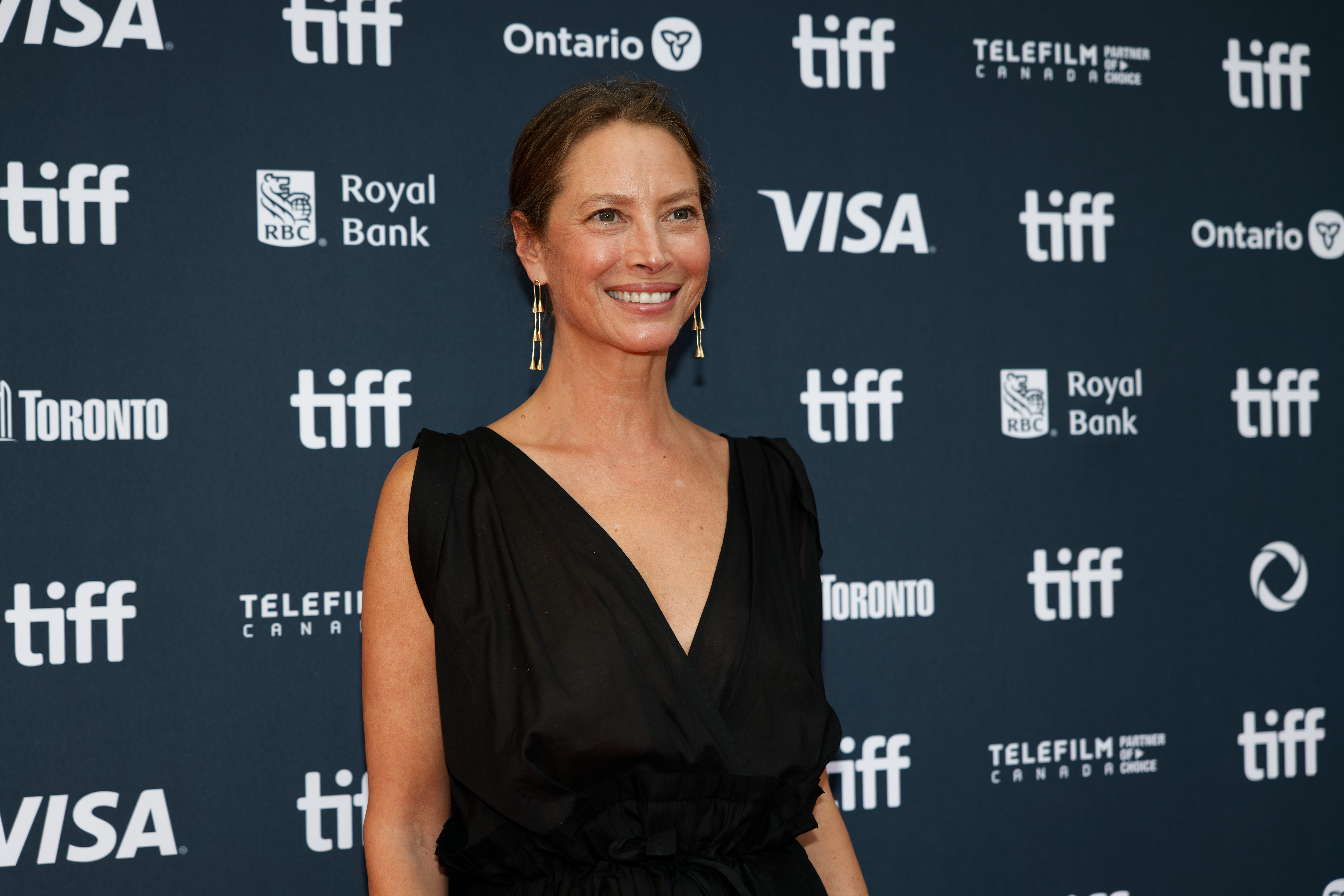
Christie Turlington en 2024.

Christy Turlington nació en Oakland pero se crio en Danville, California, siendo la segunda de las tres hijas de Dwain Turlington, un piloto de la aerolínea Pan Am, y una auxiliar de vuelo de origen estadounidense-salvadoreño, María Elizabeth Parker Infante.
Turlington tiene varios logros como modelo, después de haber tenido numerosos contratos de millones de dólares con compañías como Maybelline, Chanel y Calvin Klein. Aunque es conocida como una de las modelos más exitosas en la historia, Christy ha rechazado la etiqueta de «supermodelo». Ella es ampliamente respetada en la industria de la moda como una de las más amistosas entre la mayoría de modelos profesionales. En 1988, Christy junto con Linda Evangelista, Cindy Crawford, Naomi Campbell, Elle Macpherson, Claudia Schiffer, Stephanie Seymour y Tatjana Patitz llegó a ser conocida como las primeras supermodelos. Steven Meisel fotografió a Christy, Naomi y Linda con frecuencia, por lo cual se las conoció como «Trinidad».
Durante la década de 1990, apareció en Unzipped, un documental sobre el diseñador de moda Isaac Mizrahi, y la película sobre moda Prêt-à-Porter del prestigiosos director estadounidense Robert Altman. Además, apareció en Catwalk, un documental que abarca la vida en la moda en pistas de aterrizaje, por el director Robert Leacock. El documental fue filmado en 1993 y estrenado en 1996. La película siguió a Christy y a sus compañeras modelos Naomi Campbell, Yasmin LeBon, Kate Moss y Carla Bruni, que viajaban a Londres, Milán, París y Nueva York durante la Semana de la Moda de primavera. Incluyó escenas raras de lo que sucede entre bastidores en una gran muestra, incluidos accesorios, partes de compras y peleas entre las modelos. La película fue rodada en blanco y negro y color y presentaba muchos diseñadores en su trabajo como un joven John Galliano, Karl Lagerfeld y Gianni Versace cuatro años antes de su muerte.
Turlington también apareció en dos vídeos musicales. Su mejor amiga y compañera, la modelo Yasmin Le Bon aconsejó a su marido Simon Le Bon de Duran Duran contratar a Christy en función de su vídeo «Notorious» en 1986, así como la cubierta del álbum.
En 1990, el cantante George Michael se inspiró en Peter Lindbergh en la cubierta de la edición británica de Vogue de enero de 1990 —que incluía a las modelos Christy Turlington, Naomi Campbell, Linda Evangelista, Cindy Crawford y Tatjana Patitz— para el vídeo de su canción «Freedom! '90». En el vídeo aparecían las cinco modelos más top junto con los cinco modelos masculinos más famosos del momento, haciendo playback de la canción.
Más recientemente, se ha convertido en una empresaria de éxito con tres negocios: una línea de cuidado de la piel ayurvédica (Sundari) y dos líneas de ropa producida por Puma: Nuala, una línea de ropa para la mujer deportiva; y Mahanuala, para una mujer de yoga.
El 11 de agosto de 2006 Women's Wear Daily informó que Turlington firmó un contrato con Maybelline plurianual, que marcó su regreso a la empresa que la hizo famosa con su campaña publicitaria «Maybe She's Born With It».

## Vida personal
Está casada desde 2003 con el actor estadounidense Edward Burns, con quien tiene dos hijos.